# Liste der Stolpersteine in Westfriesland

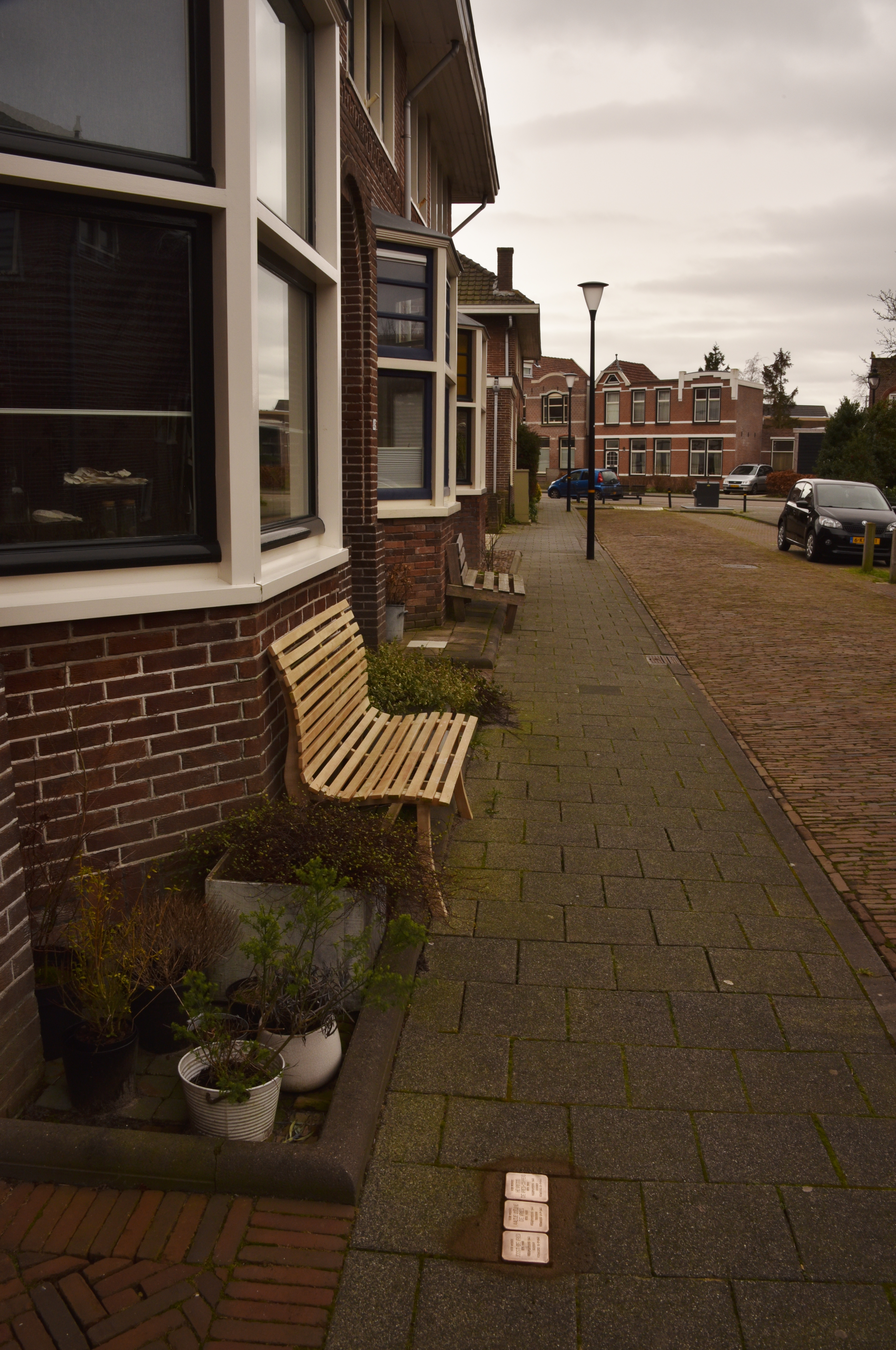
Stolpersteine in Schagen

Die Liste der Stolpersteine in Westfriesland  umfasst jene Stolpersteine, die vom deutschen Künstler Gunter Demnig in West-Friesland in der Provinz Nordholland verlegt wurden. Stolpersteine sind Opfern des Nationalsozialismus gewidmet, all jenen, die vom NS-Regime drangsaliert, deportiert, ermordet, in die Emigration oder in den Suizid getrieben wurden. Demnig verlegt für jedes Opfer einen eigenen Stein, im Regelfall vor dem letzten selbst gewählten Wohnsitz.

## Verlegte Stolpersteine

### Enkhuizen
In Enkhuizen (westfriesisch: Henkhúze) wurden fünf Stolpersteine an zwei Anschriften verlegt.
| Stolperstein | Übersetzung                                                                               | Verlegeort       | Name, Leben                          |
| ------------ | ----------------------------------------------------------------------------------------- | ---------------- | ------------------------------------ |
|              | HIER WOHNTE SAMUEL MAX AKKER GEB. 1936 DEPORTIERT 1943 ERMORDET 3.9.1943 AUSCHWITZ        | Westerstraat 266 | Samuel Max Akker (1936–1943)         |
|              | HIER WOHNTE HIJMAN BENJAMIN DE GROOT GEB. 1898 DEPORTIERT 1943 ERMORDET 16.7.1943 SOBIBOR | Westerstraat 133 | Hijman Benjamin de Groot (1898–1943) |
|              | HIER WOHNTE SARA LEA DE GROOT GEB. 31.12.1942 DEPORTIERT 1943 ERMORDET 16.7.1943 SOBIBOR  | Westerstraat 133 | Sara Lea de Groot (1942–1943)        |
|              | HIER WOHNTE MARTHA LEVY GEB. 1902 DEPORTIERT 1943 ERMORDET 16.7.1943 SOBIBOR              | Westerstraat 133 | Sara Lea de Groot (1902–1943)        |
|              | HIER WOHNTE LEA VISKOOP GEB. 1867 DEPORTIERT 1943 ERMORDET 19.2.1943 AUSCHWITZ            | Westerstraat 133 | Lea de Groot-Viskoop (1867–1943)     |

### Hoorn
In Hoorn (auf Westfriesisch gleicher Name) wurden 16 Stolpersteine an acht Anschriften verlegt.
| Stolperstein | Übersetzung | Verlegort             | Name, Leben                          |
| ------------ | --- | --------------------- | ------------------------------------ |
|              | HIER WOHNTE HANS AGSTERIBBE GEB. 1942 DEPORTIERT 1943 AUS WESTERBORK ERMORDET 11.6.1943 SOBIBOR                                       | Beatrixlaan 3         | Hans Agsteribbe                      |
|              | HIER WOHNTE LOUIS AGSTERIBBE GEB. 1912 DEPORTIERT 1943 AUS WESTERBORK ERMORDET 31.3.1944 AUSCHWITZ                                    | Beatrixlaan 3         | Louis Agsteribbe                     |
|              | HIER WOHNTE CATO AGSTERIBBE- SOUSAN GEB. 1911 DEPORTIERT 1943 AUS WESTERBORK ERMORDET 11.6.1943 SOBIBOR                               | Beatrixlaan 3         | Cato Agsteribbe-Sousan               |
|              | HIER WOHNTE FRISIA NORA BENIMA GEB. 1911 DEPORTIERT 1943 AUS WESTERBORK ERMORDET 11.6.1943 SOBIBOR                                    | Gedempte Turfhaven 7  | Frisia Nora Benima                   |
|              | HIER WOHNTE ERNST LEVENBACH GEB. 1899 DEPORTIERT 1943 AUS VUGHT ERMORDET 2.1.1944 AUSCHWITZ                                           | Drieboomlaan 19       | Ernst Levenbach                      |
|              | HIER WOHNTE MAX LÖWINGER GEB. 1919 DEPORTIERT 1943 AUS WESTERBORK ERMORDET 7.12.1943 AUSCHWITZ                                        | Berkhouterweg 16      | Max Löwinger                         |
|              | HIER WOHNTE ALEXANDER POLAK GEB. 1881 DEPORTIERT 1943 AUS WESTERBORK ERMORDET 12.2.1943 SOBIBOR                                       | Grote Oost 77         | Alexander Polak                      |
|              | HIER WOHNTE DAVID POLAK GEB. 1884 DEPORTIERT 1943 AUS WESTERBORK ERMORDET 30.4.1943 SOBIBOR                                           | Italiaanse Zeedijk 46 | David Polak                          |
|              | HIER WOHNTE HEYMAN DAVID POLAK GEB. 1921 INTERNIERT 1943 VUGHT/LEUSDEN DEPORTIERT 1943 AUS WESTERBORK ERMORDET 31.3.1944 AUSCHWITZ    | Italiaanse Zeedijk 46 | Heyman David Polak                   |
|              | HIER WOHNTE ISAAC POLAK GEB. 1914 INTERNIERT 1943 VUGHT/MOERDIJK DEPORTIERT 1943 AUS WESTERBORK ERMORDET 23.7.1943 SOBIBOR            | Keern 81              | Isaac Polak                          |
|              | HIER WOHNTE VROUWTJE POLAK-BLINDEMAN GEB. 1892 DEPORTIERT 1943 AUS WESTERBORK ERMORDET 30.4.1943 SOBIBOR                              | Italiaanse Zeedijk 46 | Vrouwtje Polak-Blindeman             |
|              | HIER WOHNTE HEINRICH MAX SPITTEL GEB. 1918 DEPORTIERT 1943 VUGHT/MOERDIJK DEPORTIERT 1943 AUS WESTERBORK ERMORDET 30.2.1944 AUSCHWITZ | Drieboomlaan 19       | Heinrich Max Spittel                 |
|              | HIER WOHNTE DAVID GERRIT TROMPETTER GEB. 1883 DEPORTIERT 1943 AUS WESTERBORK ERMORDET 4.6.1943 SOBIBOR                                | Breed 10              | David Gerrit Trompetter              |
|              | HIER WOHNTE LOUISA TROMPETTER- BREMER GEB. 1881 DEPORTIERT 1943 AUS WESTERBORK ERMORDET 4.6.1943 SOBIBOR                              | Breed 10              | Louisa Trompetter-Bremer             |
|              | HIER WOHNTE LEONARDUS HERMAN YZAK VLEESCHDRAAGER GEB. 1924 DEPORTIERT 1943 AUS WESTERBORK ERMORDET 2.7.1943 SOBIBOR                   | Grote Noord 77        | Leonardus Herman Yzak Vleeschdraager |
|              | HIER WOHNTE SARA VLEESCHDRAAGER- JACOBS GEB. 1887 DEPORTIERT 1943 AUS WESTERBORK ERMORDET 28.5.1943 SOBIBOR                           | Grote Noord 77        | Sara Vleeschdraager-Jacobs           |

### Schagen
In Schagen wurden neun Stolpersteine an drei Adressen verlegt.
| Stolperstein | Übersetzung                                                                                  | Verlegort             | Name, Leben                |
| ------------ | -------------------------------------------------------------------------------------------- | --------------------- | -------------------------- |
|              | HIER WOHNTE JOSEPH ISAÄC DE JONG GEB. 1867 DEPORTIERT 1943 SOBIBOR ERMORDET 30.4.1943        | Nieuwstraat 21        | Joseph Isaäc de Jong       |
|              | HIER WOHNTE AALTJE JOËLINE DE VRIES GEB. 1925 DEPORTIERT 1943 SOBIBOR ERMORDET 9.7.1943      | Cornelis Bokstraat 41 | Aaltje Joëline de Vries    |
|              | HIER WOHNTE BERTHA DE VRIES GEB. 1922 DEPORTIERT 1943 AUSCHWITZ ERMORDET 5.2.1943            | Magnusstraat 23       | Bertha de Vries            |
|              | HIER WOHNTE BETSY DE VRIES GEB. 1919 DEPORTIERT 1943 AUSCHWITZ ERMORDET 5.2.1943             | Magnusstraat 23       | Betsy de Vries             |
|              | HIER WOHNTE JOOST DE VRIES GEB. 1898 DEPORTIERT 1943 SOBIBOR ERMORDET 16.7.1943              | Cornelis Bokstraat 41 | Joost de Vries             |
|              | HIER WOHNTE SALOMON DE VRIES GEB. 1889 DEPORTIERT 1943 SOBIBOR ERMORDET 9.4.1943             | Magnusstraat 23       | Salomon de Vries           |
|              | HIER WOHNTE BOENE DE VRIES- COHEN GEB. 1856 DEPORTIERT 1943 SOBIBOR ERMORDET 1943            | Magnusstraat 23       | Boene de Vries-Cohen       |
|              | HIER WOHNTE HENRIETTE DE VRIES- COPPENS GEB. 1893 DEPORTIERT 1943 SOBIBOR ERMORDET 16.7.1943 | Cornelis Bokstraat 41 | Henriette de Vries-Coppens |
|              | HIER WOHNTE HENDRIKA DE VRIES- HERSCHEL GEB. 1891 DEPORTIERT 1943 SOBIBOR ERMORDET 9.4.1943  | Magnusstraat 23       | Hendrika de Vries-Herschel |